# 1000 metri piani
I 1 000 metri piani sono una specialità sia maschile che femminile dell'atletica leggera. Sono considerati una gara di mezzofondo veloce e sono presenti occasionalmente solo in alcuni meeting, mentre non fanno parte del programma olimpico né di quello dei mondiali.

## Caratteristiche
La partenza avviene dai 200 metri della pista di atletica leggera, alla fine del rettilineo opposto a quello dell'arrivo generale. Prima dello sparo gli atleti si posizionano lungo tutte le corsie della pista, su una linea di partenza curva per compensare la distanza percorsa, e appena partiti possono tutti rientrare in prima corsia.
La gara si svolge in 2 giri e mezzo di una pista regolamentare di atletica leggera, corsi di solito dagli atleti quasi al ritmo degli 800 metri piani. Spesso la gara si decide in volata. I 1000 metri piani sono l'ultima delle sette prove che compongono le gare indoor maschili di eptathlon.

## Record

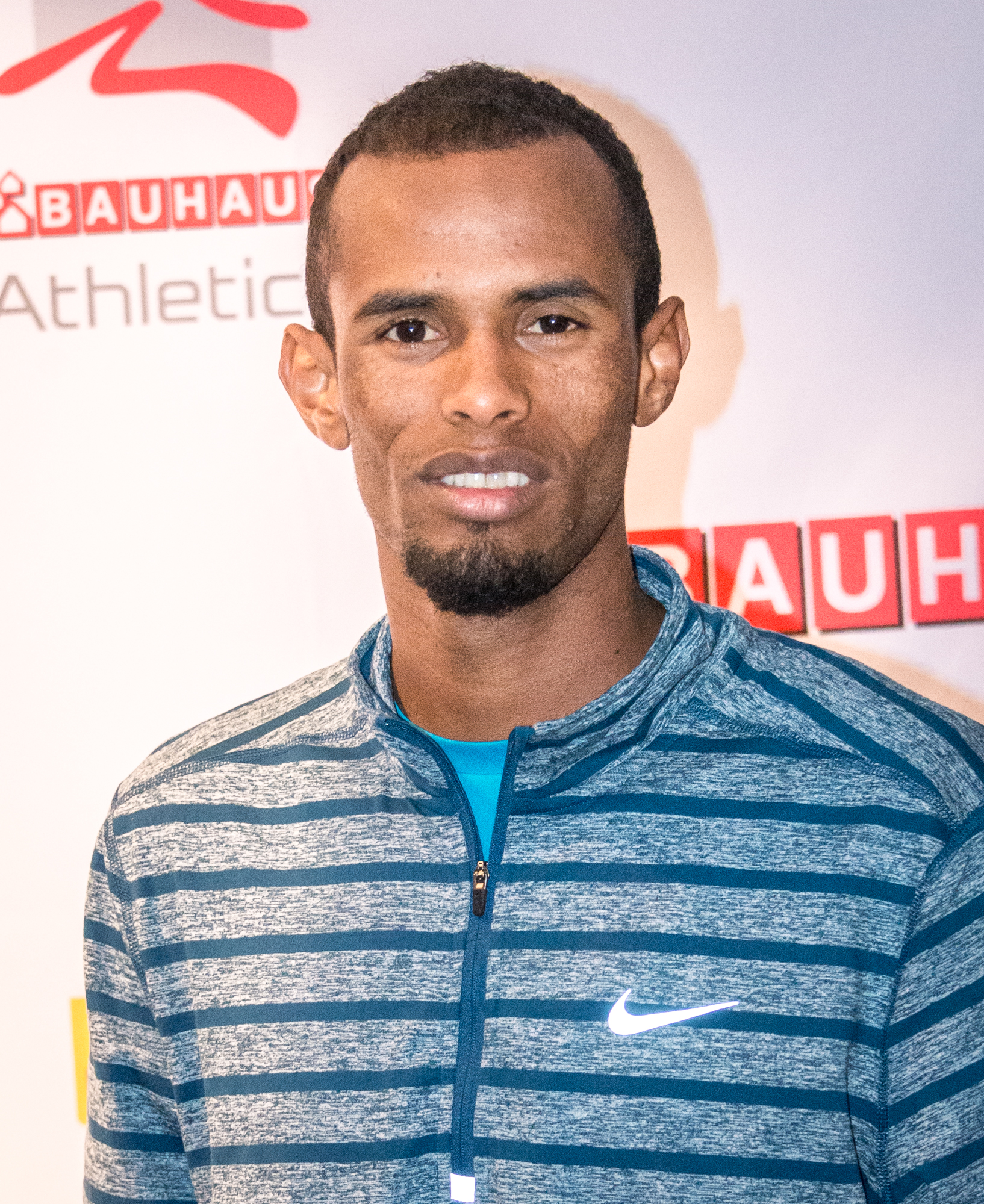
Ayanleh Souleiman, detentore del record mondiale indoor

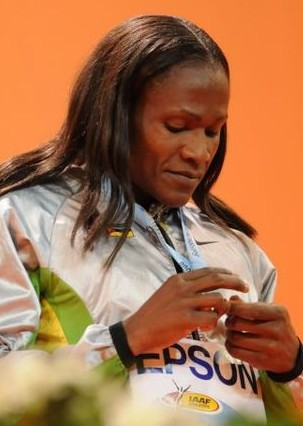
Maria Mutola, primatista mondiale a livello indoor

Il record mondiale maschile è attualmente detenuto dal keniota Noah Ngeny con il tempo di 2'11"96, mentre quello femminile appartiene alla russa Svetlana Masterkova con il tempo di 2'28"98. A livello indoor i primati mondiali sono invece stati stabiliti dal gibutiano Ayanleh Souleiman (maschile) e dalla mozambicana Maria Mutola (femminile).

### Maschili
Statistiche aggiornate al 27 dicembre 2019.
|                             | Tempo    | Atleta           | Luogo     | Data             |
| --------------------------- | -------- | ---------------- | --------- | ---------------- |
| Record mondiale             | 2'11"96  | Noah Ngeny       | Rieti     | 5 settembre 1999 |
| Record africano             | 2'11"96  | Noah Ngeny       | Rieti     | 5 settembre 1999 |
| Record asiatico             | 2'14"72  | Yusuf Saad Kamel | Stoccolma | 22 luglio 2008   |
| Record europeo              | 2'12"18  | Sebastian Coe    | Oslo      | 11 luglio 1981   |
| Record nord-centroamericano | 2'13"9 m | Rick Wohlhuter   | Oslo      | 30 luglio 1974   |
| Record oceaniano            | 2'16"09  | Jeffrey Riseley  | Ostrava   | 17 giugno 2014   |
| Record sudamericano         | 2'14"09  | Joaquim Cruz     | Nizza     | 20 agosto 1984   |

### Femminili
Statistiche aggiornate al 2 marzo 2021.
|                             | Tempo   | Atleta              | Luogo     | Data              |
| --------------------------- | ------- | ------------------- | --------- | ----------------- |
| Record mondiale             | 2'28"98 | Svetlana Masterkova | Bruxelles | 23 agosto 1996    |
| Record europeo              | 2'28"98 | Svetlana Masterkova | Bruxelles | 23 agosto 1996    |
| Record africano             | 2'29"15 | Faith Kipyegon      | Monaco    | 14 agosto 2020    |
| Record nord-centroamericano | 2'31"80 | Regina Jacobs       | Brunswick | 3 luglio 1999     |
| Record sudamericano         | 2'32"25 | Letitia Vriesde     | Berlino   | 10 settembre 1991 |
| Record asiatico             | 2'35"30 | Nelly Jepkosgei     | Berlino   | 2 settembre 2018  |
| Record oceaniano            | 2'35"90 | Linden Hall         | Melbourne | 2 marzo 2021      |

### Maschili indoor
Statistiche aggiornate al 12 febbraio 2022.
|                             | Tempo   | Atleta            | Luogo           | Data             |
| --------------------------- | ------- | ----------------- | --------------- | ---------------- |
| Record mondiale             | 2'14"20 | Ayanleh Souleiman | Stoccolma       | 17 febbraio 2016 |
| Record africano             | 2'14"20 | Ayanleh Souleiman | Stoccolma       | 17 febbraio 2016 |
| Record asiatico             | 2'17"06 | Belal Mansoor Ali | Gand            | 24 febbraio 2008 |
| Record europeo              | 2'14"96 | Wilson Kipketer   | Birmingham      | 20 febbraio 2000 |
| Record nord-centroamericano | 2'16"16 | Shane Streich     | Louisville      | 12 febbraio 2022 |
| Record oceaniano            | 2'19"60 | Ryan Foster       | University Park | 16 gennaio 2010  |
| Record sudamericano         | 2'16"99 | Joaquim Cruz      | Stoccarda       | 12 febbraio 1989 |

### Femminili indoor
Statistiche aggiornate al 20 febbraio 2023.
|                             | Tempo    | Atleta          | Luogo      | Data             |
| --------------------------- | -------- | --------------- | ---------- | ---------------- |
| Record mondiale             | 2'30"94  | Maria Mutola    | Stoccolma  | 25 febbraio 1999 |
| Record africano             | 2'30"94  | Maria Mutola    | Stoccolma  | 25 febbraio 1999 |
| Record asiatico             | 2'46"6 m | Geng Xiujuan    | Pechino    | 27 marzo 1987    |
| Record europeo              | 2'31"93  | Laura Muir      | Birmingham | 18 febbraio 2017 |
| Record nord-centroamericano | 2'33"75  | Lucia Stafford  | Boston     | 28 gennaio 2023  |
| Record oceaniano            | 2'36"96  | Toni Hodgkinson | Boston     | 6 febbraio 2000  |
| Record sudamericano         | 2'38"30  | Letitia Vriesde | Stoccolma  | 25 febbraio 1999 |

Legenda:
: record mondiale
: record africano
: record asiatico
: record europeo
: record nord-centroamericano e caraibico
: record oceaniano
: record sudamericano

## Migliori atleti

### Maschili outdoor
Statistiche aggiornate al 22 luglio 2023.
|     | Tempo   | Atleta             | Luogo             | Data             |
| --- | ------- | ------------------ | ----------------- | ---------------- |
| 1.  | 2'11"96 | Noah Ngeny         | Rieti             | 5 settembre 1999 |
| 2.  | 2'12"18 | Sebastian Coe      | Oslo              | 11 luglio 1981   |
| 3.  | 2'12"88 | Steve Cram         | Gateshead         | 9 agosto 1985    |
| 3.  | 2'13"08 | Taoufik Makhloufi  | Tomblaine         | 1º luglio 2015   |
| 5.  | 2'13"49 | Ayanleh Souleiman  | Losanna           | 25 agosto 2016   |
| 6.  | 2'13"56 | Kennedy Kimwetich  | Nizza             | 17 luglio 1999   |
| 7.  | 2'13"62 | Abubaker Kaki      | Eugene            | 3 luglio 2010    |
| 8.  | 2'13"73 | Noureddine Morceli | Villeneuve-d'Ascq | 2 luglio 1993    |
| 9.  | 2'13"88 | Jake Wightman      | Monaco            | 10 agosto 2022   |
| 10. | 2'13"89 | Robert Biwott      | Losanna           | 25 agosto 2016   |

### Femminili outdoor
Statistiche aggiornate al 22 luglio 2023.
|     | Tempo    | Atleta                 | Luogo     | Data             |
| --- | -------- | ---------------------- | --------- | ---------------- |
| 1.  | 2'28"98  | Svetlana Masterkova    | Bruxelles | 23 agosto 1996   |
| 2.  | 2'29"15  | Faith Kipyegon         | Monaco    | 14 agosto 2020   |
| 3.  | 2'29"34  | Maria Mutola           | Bruxelles | 25 agosto 1995   |
| 4.  | 2'30"6 m | Tat'jana Providochina  | Podol'sk  | 20 agosto 1978   |
| 5.  | 2'30"67  | Christine Wachtel      | Berlino   | 17 agosto 1990   |
| 6.  | 2'30"70  | Caster Semenya         | Berlino   | 2 settembre 2018 |
| 7.  | 2'30"82  | Laura Muir             | Monaco    | 14 agosto 2020   |
| 8.  | 2'30"85  | Martina Kämpfert-Steuk | Berlino   | 9 luglio 1980    |
| 9.  | 2'31"06  | Ciara Mageean          | Monaco    | 14 agosto 2020   |
| 10. | 2'31"11  | Jemma Reekie           | Monaco    | 14 agosto 2020   |

### Maschili indoor
Statistiche aggiornate al 22 luglio 2023.
|     | Tempo    | Atleta              | Luogo      | Data             |
| --- | -------- | ------------------- | ---------- | ---------------- |
| 1.  | 2'14"20  | Ayanleh Souleiman   | Stoccolma  | 17 febbraio 2016 |
| 2.  | 2'14"96  | Wilson Kipketer     | Birmingham | 20 febbraio 2000 |
| 3.  | 2'15"26  | Noureddine Morceli  | Birmingham | 22 febbraio 1992 |
| 4.  | 2'15"40  | Kennedy Kimwetich   | Stoccarda  | 6 febbraio 2000  |
| 5.  | 2'15"62  | Vénuste Niyongabo   | Stoccolma  | 27 febbraio 1995 |
| 6.  | 2'15"77  | Abubaker Kaki       | Stoccolma  | 21 febbraio 2008 |
| 7.  | 2'15"96  | İlham Tanui Özbilen | Istanbul   | 20 febbraio 2014 |
| 8.  | 2'16"16  | Shane Streich       | Louisville | 12 febbraio 2022 |
| 9.  | 2'16"27  | Bryce Hoppel        | New York   | 13 febbraio 2021 |
| 10. | 2'16"4 m | Rob Druppers        | L'Aia      | 20 febbraio 1988 |

### Femminili indoor
Statistiche aggiornate al 22 luglio 2023.
|     | Tempo   | Atleta         | Luogo      | Data             |
| --- | ------- | -------------- | ---------- | ---------------- |
| 1.  | 2'30"94 | Maria Mutola   | Stoccolma  | 25 febbraio 1999 |
| 2.  | 2'31"93 | Laura Muir     | Birmingham | 18 febbraio 2017 |
| 3.  | 2'32"16 | Julija Čiženko | Mosca      | 25 gennaio 2006  |
| 4.  | 2'32"21 | Oksana Zbrožek | Mosca      | 28 gennaio 2007  |
| 5.  | 2'32"40 | Elena Soboleva | Mosca      | 25 gennaio 2006  |
| 6.  | 2'32"91 | Yelena Kanales | Mosca      | 25 gennaio 2006  |
| 7.  | 2'32"96 | Kelly Holmes   | Birmingham | 20 febbraio 2004 |
| 8.  | 2'33"06 | Genzebe Dibaba | Madrid     | 24 febbraio 2017 |
| 9.  | 2'33"75 | Lucia Stafford | Boston     | 28 gennaio 2023  |
| 10. | 2'33"93 | Inna Yevseyeva | Mosca      | 7 febbraio 1992  |